# Mercy Otis Warren
Mercy Otis Warren, född 1728 i Barnstable, Massachusetts, död 1814, var en nordamerikansk författare. 
Mercy Otis Warren var syster till statsmannen James Otis och blev 1754 gift med general James Warren. Hon utgav på 1770-talet de politiska satirerna The adulator och The group samt senare två sorgespel, alla utmärkande sig för patriotisk lyftning. Hennes poetiska arbeten utgavs samlade 1790 och har nu mest historiskt intresse; hennes History of the revolution war utkom i tre band 1805.
Nedslagskratern Warren på planeten Venus är uppkallad efter henne.